# Variedade analítica
Em matemática, mais especificamente na geometria diferencial e na geometria complexa, uma variedade analítica complexa ou um espaço analítico complexo é uma generalização de uma variedade complexa que permite a presença de singularidades. Variedades analíticas complexas são espaços localmente anelados que são localmente isomorfos a espaços modelo locais, em que um espaço modelo local é um subconjunto aberto do conjunto de zeros de um conjunto finito de funções holomorfas.

## Definição
Denote o feixe constante sobre um espaço topológico com valor {\displaystyle \mathbb {C} } por {\displaystyle {\underline {\mathbb {C} }}}. Um {\displaystyle \mathbb {C} } -espaço é um espaço localmente anelado {\displaystyle (X,{\mathcal {O}}_{X})}, cujo feixe estrutura é uma álgebra sobre {\displaystyle {\underline {\mathbb {C} }}}.
Escolha um subconjunto aberto {\displaystyle U} de algum espaço afim complexo {\displaystyle \mathbb {C} ^{n}}, e fixe uma quantidade finita de funções holomorfas {\displaystyle f_{1},\dots ,f_{k}} em {\displaystyle U}. Seja {\displaystyle X=V(f_{1},\dots ,f_{k})} o conjunto de zeros em comum dessas funções holomorfas, isto é, {\displaystyle X=\{x\mid f_{1}(x)=\cdots =f_{k}(x)=0\}}. Defina um feixe de anéis em {\displaystyle X} tomando {\displaystyle {\mathcal {O}}_{X}} como a restrição a {\displaystyle X} de {\displaystyle {\mathcal {O}}_{U}/(f_{1},\ldots ,f_{k})}, em que {\displaystyle {\mathcal {O}}_{U}} é o feixe de funções holomorfas em {\displaystyle U}. Então, o {\displaystyle \mathbb {C} } -espaço localmente anelado {\displaystyle (X,{\mathcal {O}}_{X})} é um espaço modelo local.
Uma variedade analítica complexa é um {\displaystyle \mathbb {C} }-espaço localmente anelado {\displaystyle (X,{\mathcal {O}}_{X})} que é localmente isomorfo a um espaço modelo local.
Morfismos de variedades analíticas complexas são definidos como morfismos dos espaços localmente anelados subjacentes, eles também são chamados de aplicações holomorfas.